# Pinguicula elizabethiae
Espèce
Synonymes
- Pinguicula elisabethae Zamudio[1]

Pinguicula elizabethiae est une espèce de plantes à fleurs de la famille des Lentibulariaceae. C'est une plante vivace insectivore originaire des États mexicains de Querétaro et Hidalgo. 
En été poussent des feuilles succulentes mesurant jusqu'à 5 centimètres de long, recouvertes par des glandes mucilagineuses qui attirent, piègent et digèrent des arthropodes. Les proies apportent des nutriments qui servent à compléter l'apport en nutriments dont la plante à besoin, car celle-ci pousse dans des sols qui ne lui en apportent pas suffisamment. En hiver, la plante forme une rosette non carnivore de petites feuilles charnues qui conserve l'énergie, car il y a peu de nourriture disponible. Des fleurs pourpres uniques apparaissent entre juillet et octobre sur les tiges dressées jusqu'à 75 millimètres de long.
L'espèce a été décrite pour la première fois en 1999 par Sergio Zamudio qui l'a placé dans la section Orcheosanthus.
Le nom générique Pinguicula dérive du latin pinguis (« gras ») en raison de la texture beurrée de la surface des feuilles carnivores. L'épithète spécifique elizabethiae fait référence à une amie de Zamudio, Elizabeth Arguelles, collectionneur de la flore de Querétaro.